# Lijst van voetbalclubs - N
Dit is een lijst van voetbalclubs met als beginletter een N.
- NAC Breda
- CD Nacional
- FCS Nacional
- Nadi FC
- Nafta Lendava
- Nagdlunguaq-48
- AS Nancy
- FC Nancy
- Nantes
- FC Nanumaga
- Napier City Rovers
- Napoli
- Nashville SC
- FC Naters
- Nauti FC
- CDA Navalcarnero
- Navarro CF
- Navbahor Namangan
- N.E.C.
- Neuchâtel Xamax FC
- Neftçi Fargʻona
- Neuköllner SC Südstern-Azur
- Neuköllner SC Marathon 02
- Neuköllner Sportfreunde
- New England Revolution
- New York City FC
- New York Cosmos
- New York Red Bulls
- New Mexico United
- Newcastle United
- Newtown AFC
- The New Saints FC
- Nice
- Olympique Nîmes
- Niort
- Nõmme Kalju FC
- Norden-Nordwest Berlin
- Nordstern Basel
- Northampton Town
- Norwich City
- Nottingham Forest
- Notts County
- FC Nouadhibou
- Nui
- CD Numancia
- Nuuk Idraetslag
- GSS Nuuk
- NY/NJ MetroStars

A · B · C · D · E · F · G · H · I · J · K · L · M · N · O · P · Q · R · S · T · U · V · W · X · Y · Z